# Pontiac, Québec
Pontiac är en kommun i provinsen Québec i Kanada. Den ligger i regionen Outaouais, i den sydöstra delen av landet, mellan 15 och 50 km nordväst om huvudstaden Ottawas centrum. Kommunen bildades 1975 genom sammanslagning av kantonerna Eardley, Onslow och Onslow-Partie-Sud samt bykommunen Quyon.
Kommunen är officiellt tvåspråkig (franska och engelska), med 59 % fransktalande och 42 % engelsktalande (modersmålstalare) vid folkräkningen 2021.